# Kathedraal Notre-Dame-de-la-Paix

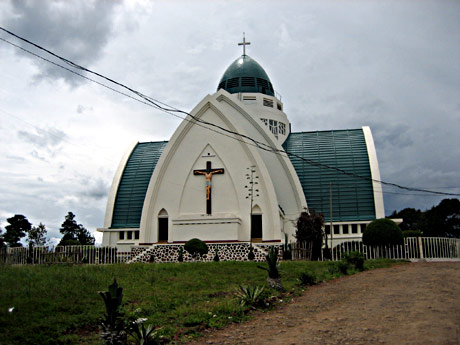
Kathedraal Notre-Dame-de-la-Paix in Bukavu

De  kathedraal Notre-Dame-de-la-Paix in de Congolese stad Bukavu werd gebouwd in 1949.
De kathedraal bevindt zich in de wijk Dendere, in het centrum van de tweede van de vijf schiereilanden die zich vanuit de stad in het Kivumeer uitstrekken. Sinds 2006 is aartsbisschop François-Xavier Maroy de leider van het bisdom waar de kathedraal onder ressorteert.